# Epistephium duckei
Epistephium duckei är en orkidéart som beskrevs av Huber. Epistephium duckei ingår i släktet Epistephium och familjen orkidéer. Inga underarter finns listade i Catalogue of Life.